# غونتر هيرز
غونتر هيرز (بالألمانية: Günter Herz)‏ هو رائد أعمال ألماني، ولد في 22 يوليو 1940.

## روابط خارجية
- غونتر هيرز على موقع مونزينجر (الألمانية)